# Juichi Wakisaka

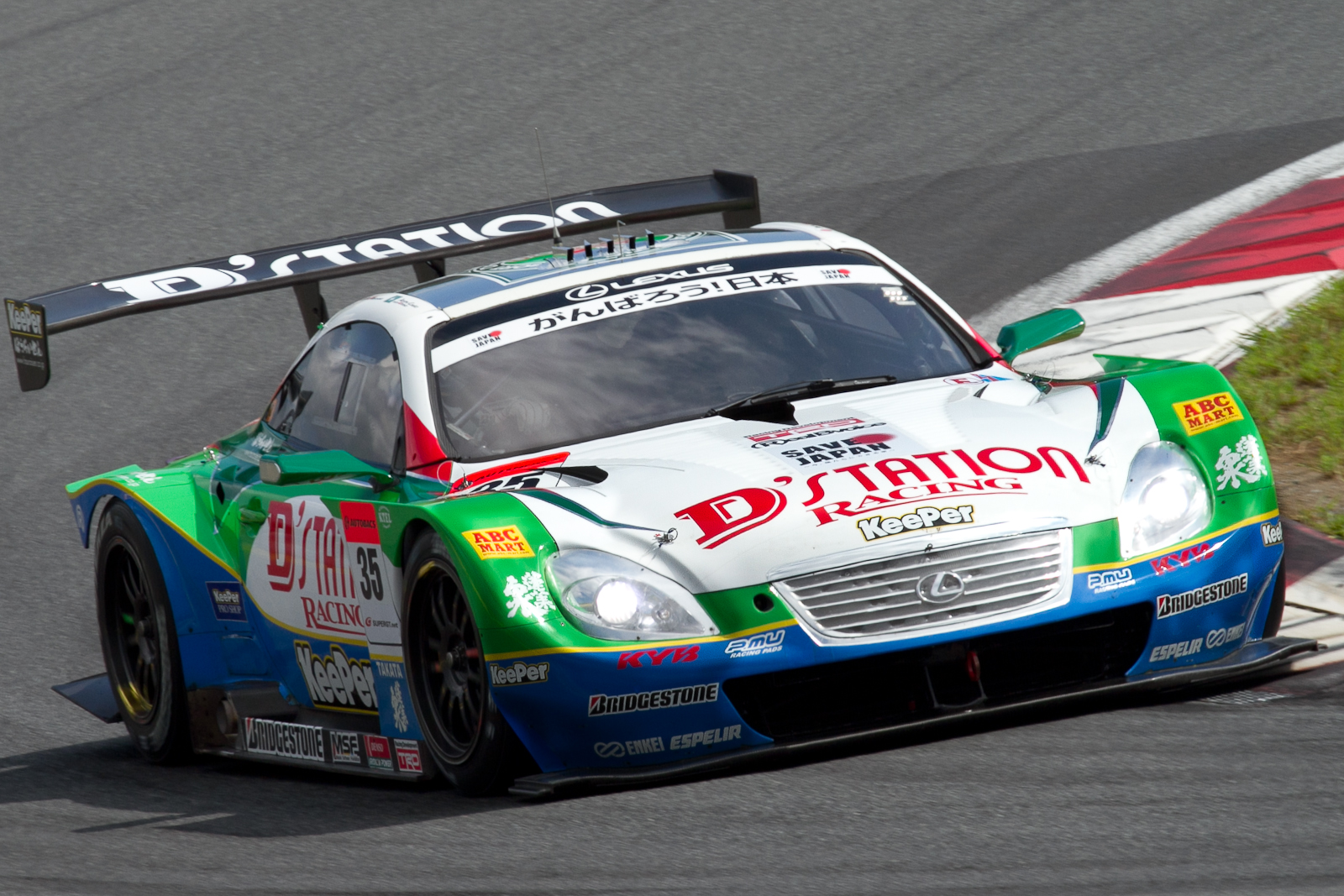
Juichi Wakisaka aux 250 km de Fuji en 2011

Pour les articles homonymes, voir Juichi.
 (avril 2016).
Juichi Wakisaka (脇阪寿一) est un pilote automobile japonais né le 29 juillet 1972 à Nara (Japon).

## Biographie
Révélé par son titre de champion du Japon de Formule 3 en 1996, Juichi Wakisaka a accédé à la Formula Nippon la saison suivante. Toutefois, mais malgré des succès réguliers dans cette discipline, ainsi qu'un poste de pilote essayeur en Formule 1 pour le compte de l'écurie Jordan-Mugen Honda en 1998, sa carrière internationale n'a jamais décollé.
Depuis qu'il a quitté la Formule Nippon fin 2004, Wakisaka se consacre exclusivement au championnat Super GT, qu'il a remporté en 2002, 2006 et 2009.
En 2002, Wakisaka a piloté la Toyota Supra GT avec Akira Iida , en 2006 et 2009, Wakisaka a piloté la Lexus SC 430 avec André Lotterer . Il a pris sa retraite de la conduite après la conclusion de la saison 2015 de la Super GT Series , devenant le directeur de l'équipe Lexus Team LeMans Wako's.

## Palmarès
- Champion du Japon de Formule 3 en 1996.
- Champion de Super GT en  2002, 2006 et 2009.